# Armin Reller

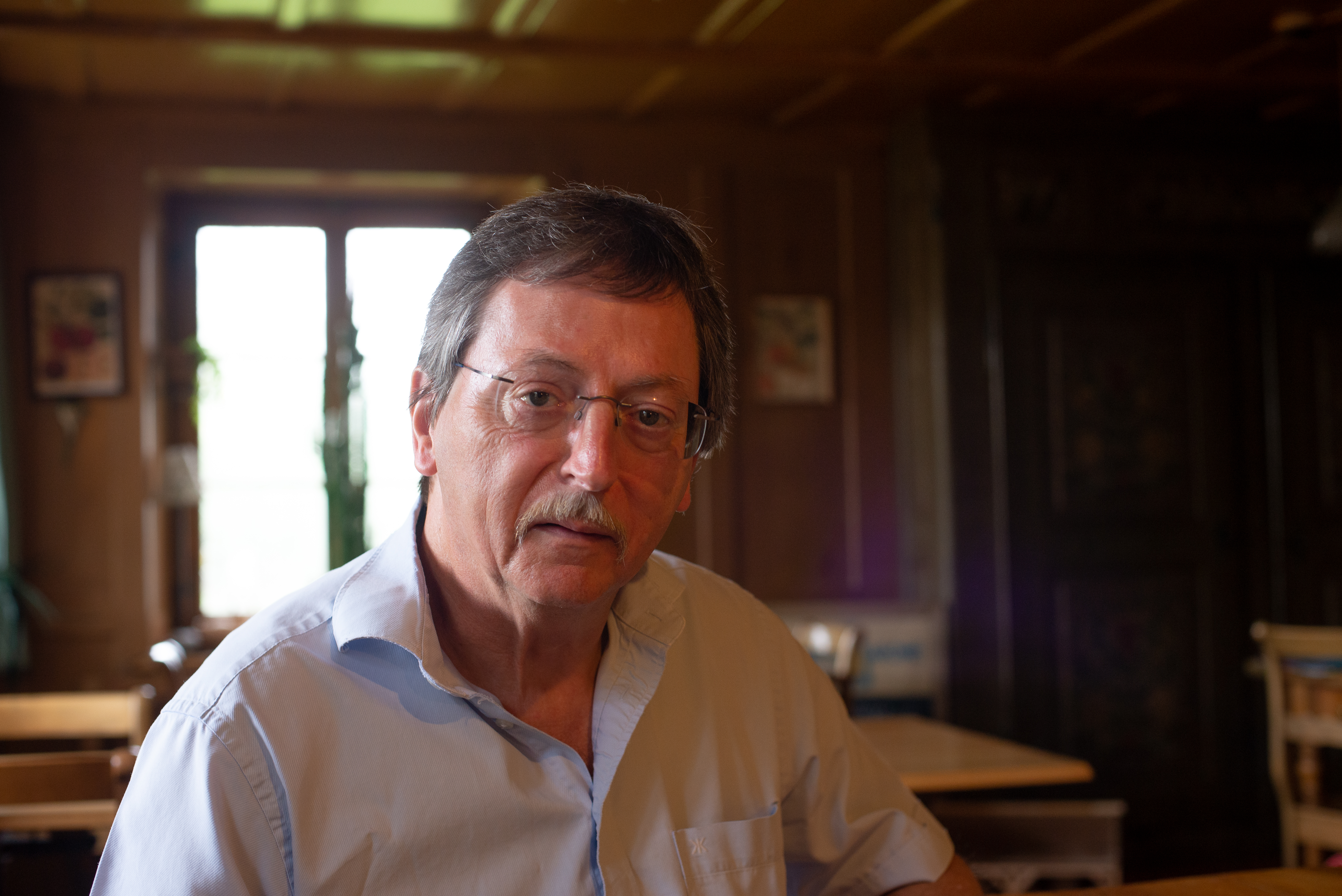
Der 1952 geborene Schweizer Chemiker Armin Reller.

Armin Reller (* 15. Oktober 1952 in Winterthur) ist ein Schweizer Chemiker. Er war Professor für Ressourcenstrategie an der Universität Augsburg. Reller ist ein Pionier des Umweltschutzes und wurde 2019 mit dem Bundesverdienstkreuz ausgezeichnet. Seit 2019 ist er im Ruhestand und lebt in Winterthur.

## Akademische Laufbahn
Nach der Matura studierte Reller von 1971 bis 1975 Chemie an der Universität Zürich und schloss es mit dem Diplom ab. Im Nebenfach hatte er Biologie belegt. 1977 begann er eine Dissertation und promovierte 1981 am Anorganisch-chemischen Institut in Zürich mit einer Arbeit über „Kinetisch-mechanistische Untersuchungen thermischer Zersetzungsreaktionen ein-kristalliner Nickel(II)-Komplexe“. Nach einem Aufenthalt als Postdoc an der University of Cambridge kehrte er an die Universität Zürich zurück, wo er als wissenschaftlicher Mitarbeiter angestellt wurde und 1988 die Leitung eines Programms zur Thermochemie übernahm. 1992 habilitierte er sich mit einer Arbeit über „Form and Reactivity of Perovskites“.
Zum 1. Januar 1992 wurde er als C3-Professor auf den Lehrstuhl für Anorganische und Angewandte Chemie an der Universität Hamburg berufen. 1999 wechselte er an die Universität Augsburg und übernahm zunächst den am physikalischen Institut angesiedelten Lehrstuhl für Festkörperchemie, 2010 dann den Lehrstuhl für Ressourcenstrategie, der ebenfalls am Institut für Physik angesiedelt ist.
Zu Rellers Arbeitsschwerpunkten zählen unter anderem die Erforschung von ressourceneffizienten Materialien zukünftiger Technologien, die Energieforschung, darunter insbesondere Erneuerbare Energien und Energiespeichertechnologien und Ressourcenstrategien, daneben auch Ressourcenmanagement im Bereich Materialwissenschaften und der Einsatz von Nanotechnologien.

## Weitere Tätigkeiten
Neben der universitären Arbeit ist Reller in verschiedenen Gremien tätig. Unter anderem ist er Mitglied des Technisch-wissenschaftlichen Beirats des unter anderem in der Materialforschung tätigen Forschungszentrums Geesthacht, wissenschaftliches Kuratoriumsmitglied am Bundesdeutschen Arbeitskreis für Umweltbewusstes Management und Beratendes Mitglied des Expertenkreises der Schweizerischen Akademie der Technischen Wissenschaften. Reller gehört zudem zum Herausgeberkreis der wissenschaftlichen Fachzeitschriften Progress in Solid State Chemistry und GAIA und ist Sachverständiger für die nachhaltige Nutzung natürlicher Ressourcen beim Umweltbundesamt.
Er ist zudem Sprecher des Wissenschaftszentrums Umwelt der Universität Augsburg und Gründer und Leiter der Fraunhofer-Projektgruppe IWKS 2011. Gemeinsam mit Jens Soentgen ist er Herausgeber der Buchreihe Stoffgeschichten, in der der Lebensweg einzelner Stoffe und Materialien in der globalisierten Wirtschaft dargestellt wird. Für diese Tätigkeit wurde Reller für den ZEIT WISSEN Preis Mut zur Nachhaltigkeit 2015 nominiert.

## Auszeichnungen
2019 wurde ihm für seine Verdienste im Bereich der Ressourcenstrategien das Bundesverdienstkreuz am Bande verliehen. Für sein Buch Das Werden der Chemie (mit Günter Klar) erhielt Reller 2024 den Literaturpreis des Fonds der Chemischen Industrie.

## Publikationen (Auswahl)

### Bücher
- Günter Klar, Armin Reller, Das Werden der Chemie, Weinheim 2024, ISBN  978-3-527-35254-8.
- Armin Reller, Heike Holdinghausen, Der geschenkte Planet. Nach dem Öl beginnt die Zukunft, Frankfurt am Main 2014, ISBN 978-3-86489-054-3.
- Armin Reller, Luitgard Marschall Simon Meißner, Claudia Schmidt (Hrsg.), Ressourcenstrategien. Eine Einführung in den nachhaltigen Umgang mit Ressourcen, Darmstadt 2013, ISBN 978-3-534-25914-4.
- Armin Reller, Heike Holdinghausen, Wir konsumieren uns zu Tode. Warum wir unseren Lebensstil ändern müssen, wenn wir überleben wollen, Frankfurt am Main 2011, ISBN 978-3-938060-38-4.
- Jens Soentgen, Armin Reller (Hrsg.), CO2 – Lebenselixier und Klimakiller, München 2009, ISBN 978-3-86581-118-9.
- Armin Reller, Kinetisch-mechanistische Untersuchungen thermischer Zersetzungsreaktionen ein-kristalliner Nickel(II)-Komplexe, Diss. Zürich 1981.

### Beiträge in Fachzeitschriften
- Gu et al., Spatial and temporal variability of PM10 sources in Augsburg, Germany. In: Atmospheric Environment 71, (2013), 131–139, doi:10.1016/j.atmosenv.2013.01.043.
- Krohns et al., The route to resource-efficient novel materials. In: Nature Materials 10, (2011), 899–901, doi:10.1038/nmat3180.
- Gu et al., Source apportionment of ambient particles: Comparison of positive matrix factorization analysis applied to particle size distribution and chemical composition data. In: Atmospheric Environment 45, Issue 10, (2011), 1849–1857, doi:10.1016/j.atmosenv.2011.01.009.
- Hörteis et al., High-Temperature Contact Formation on n-Type Silicon: Basic Reactions and Contact Model for Seed-Layer Contacts. In: Advanced Functional Materials 20, Issue 3, (2010), 476–484, doi:10.1002/adfm.200901305.
- Ebbinghaus et al., Perovskite-related oxynitrides – Recent developments in synthesis, characterisation and investigations of physical properties. In: Progress in Solid State Chemistry 37, Issues 2-3, (2009), 173–205, doi:10.1016/j.progsolidstchem.2009.11.003.
- Carp et al., Photoinduced reactivity of titanium dioxide. In: Progress in Solid State Chemistry 32, Issues 1-2 (2004), 33–177, doi:10.1016/j.progsolidstchem.2004.08.001.
- Winkhofer et al., Stable Silanetriols as Building Blocks for the Synthesis of Titanasilasesquioxanes—Model Compounds for Titanium-Doped Zeolites. In: Angewandte Chemie International Edition 33, Issue 13, (1994), 1352–1354, doi:10.1002/anie.199413521.
- Bensch et al., Structure and thermochemical reactivity of CaRuO3 and SrRuO3. In: Solid State Ionics 43, (1990), 171–177, doi:10.1016/0167-2738(90)90481-6.
- Bolis et al., Effect of form of the surface reactivity of differently prepared zinc oxides. In: Journal of the Chemical Society, Faraday Transactions 1: Physical Chemistry in Condensed Phases 85, Issue 4, (1989), 855-867, doi:10.1039/F19898500855.